# Tischtennis-Bundesliga 2010/11
Die Bundesliga 2010/11 war bei den Männern die 45. und bei den Frauen die 36. Spielzeit der höchsten deutschen Spielklasse im Tischtennis. Meister wurden Borussia Düsseldorf und der FSV Kroppach.

## Männer
Bei den Männern nahmen zehn Mannschaften teil, neu waren der TTC Ruhrstadt Herne und der TSV Gräfelfing, die die Absteiger TTC indeland Jülich und TTC Frickenhausen ersetzt hatten. Die besten vier Mannschaften nach Abschluss der regulären Saison nahmen an den Play-off-Runden teil, um den deutschen Meister zu ermitteln. In zwei Finalspielen setzte sich Borussia Düsseldorf gegen die TTF Liebherr Ochsenhausen durch und wurde zum 24. Mal deutscher Meister. Die neunt- und zehntplatzierten Mannschaften sollten in eine der Gruppen der 2. Bundesliga absteigen; allerdings rückte von unten nur der TTC Frickenhausen nach, sodass der TTC Ruhrstadt Herne trotz des neunten Platzes in der 1. Bundesliga verbleiben konnte. Diese Saison war vorerst die letzte, in der Doppel ausgetragen wurden, ab 2011/12 wurde nach dem Championsleague-System mit drei bis fünf Einzeln gespielt.
Auf den Aufstieg in die 1. Bundesliga verzichteten TTC Jülich (Meister 2. BL Nord) und Borussia Dortmund (Zweiter 2. BL Nord).

### Abschlusstabelle
| Rang | Mannschaft                      | Begegnungen | Siege | Niederlagen | Spiele | Punkte |
| ---- | ------------------------------- | ----------- | ----- | ----------- | ------ | ------ |
| 1    | Borussia Düsseldorf (M, P)      | 18          | 18    | 0           | 54:17  | 36:0   |
| 2    | TTF Liebherr Ochsenhausen       | 18          | 14    | 4           | 46:22  | 28:8   |
| 3    | 1. FC Saarbrücken               | 18          | 14    | 4           | 46:26  | 28:8   |
| 4    | TTC Zugbrücke Grenzau           | 18          | 12    | 6           | 42:32  | 24:12  |
| 5    | TTC RhönSprudel Fulda-Maberzell | 18          | 9     | 9           | 39:35  | 18:18  |
| 6    | SV Werder Bremen                | 18          | 9     | 9           | 36:35  | 18:18  |
| 7    | SV Plüderhausen                 | 18          | 7     | 11          | 32:39  | 14:22  |
| 8    | TG Hanau                        | 18          | 4     | 14          | 20:44  | 8:28   |
| 9    | TTC Ruhrstadt Herne (N)         | 18          | 2     | 16          | 18:50  | 4:32   |
| 10   | TSV Gräfelfing (N)              | 18          | 1     | 17          | 20:53  | 2:34   |

Legende
- Grün: Play-off
- Rot: Abstieg
- (M): Meister der Vorsaison
- (P): Pokalsieger der Vorsaison
- (N): Aufsteiger aus der Vorsaison

### Play-offs
Die Halbfinal-Hinspiele fanden am 10. April statt, die Rückspiele am 23. und 24. April.
Das Final-Hinspiel fand am 21. Mai statt, das Rückspiel am 5. Juni. Nachdem Düsseldorf das Hinspiel mit 3:1 gewinnen konnte, wurde es im Finale noch einmal eng. Ochsenhausen ging 2:0 in Führung, im dritten Spiel stand es zwischenzeitlich 2:2, sodass die TTF nur noch einen Satz zum Sieg gebraucht hätte. Am Ende gelang es der Borussia allerdings noch, das Spiel zu drehen und 3:2 zu gewinnen.

|  | Halbfinale (Hinspiel/Rückspiel/Gesamt) | Halbfinale (Hinspiel/Rückspiel/Gesamt) | Halbfinale (Hinspiel/Rückspiel/Gesamt) | Halbfinale (Hinspiel/Rückspiel/Gesamt) | Halbfinale (Hinspiel/Rückspiel/Gesamt) |  |  | Finale (Hinspiel/Rückspiel/Gesamt) | Finale (Hinspiel/Rückspiel/Gesamt) | Finale (Hinspiel/Rückspiel/Gesamt) | Finale (Hinspiel/Rückspiel/Gesamt) | Finale (Hinspiel/Rückspiel/Gesamt) |
|  |                                        |                                        |                                        |                                        |                                        |  |  |                                    |                                    |                                    |                                    |                                    |
|  |                                        |                                        |                                        |                                        |                                        |  |  |                                    |                                    |                                    |                                    |                                    |
|  | 4                                      | TTC Zugbrücke Grenzau                  | 3                                      | 1                                      | 4                                      |  |  |                                    |                                    |                                    |                                    |                                    |
|  | 1                                      | Borussia Düsseldorf                    | 2                                      | 3                                      | 5                                      |  |  |                                    |                                    |                                    |                                    |                                    |
|  |                                        |                                        |                                        |                                        |                                        |  |  | 1                                  | Borussia Düsseldorf                | 3                                  | 3                                  | 6                                  |
|  |                                        |                                        |                                        |                                        |                                        |  |  | 2                                  | TTF Liebherr Ochsenhausen          | 1                                  | 2                                  | 3                                  |
|  | 2                                      | TTF Liebherr Ochsenhausen              | 2                                      | 3                                      | 5                                      |  |  |                                    |                                    |                                    |                                    |                                    |
|  | 3                                      | 1. FC Saarbrücken                      | 3                                      | 1                                      | 4                                      |  |  |                                    |                                    |                                    |                                    |                                    |
|  |                                        |                                        |                                        |                                        |                                        |  |  |                                    |                                    |                                    |                                    |                                    |

## Frauen
Bei den Frauen nahmen insgesamt bloß 9 Mannschaften teil, da für die Absteiger TV Busenbach, TuS Bad Driburg und Hannover 96 nur der TSV Schwabhausen und der TTK Anröchte nachgerückt waren. Letzterer stieg allerdings gleich wieder ab und wurde durch den TTC Langweid ersetzt. Meister wurde zum fünften Mal der FSV Kroppach.
Auf den Aufstieg in die 1. Bundesliga verzichteten Hannover 96 (Meister 2. BL Nord) und TuS Uentrop (Zweiter 2. BL Nord).

### Abschlusstabelle
| Rang | Mannschaft                  | Begegnungen | Siege | Unentschieden | Niederlagen | Spiele | +/- | Punkte |
| ---- | --------------------------- | ----------- | ----- | ------------- | ----------- | ------ | --- | ------ |
| 1    | FSV Kroppach (M)            | 16          | 16    | 0             | 0           | 96:31  | +65 | 32:0   |
| 2    | ttc berlin eastside         | 16          | 11    | 2             | 3           | 85:48  | +37 | 24:8   |
| 3    | Hassia Bingen               | 16          | 12    | 0             | 4           | 80:49  | +31 | 24:8   |
| 4    | SV Böblingen                | 16          | 8     | 2             | 6           | 71:67  | +4  | 18:14  |
| 5    | MTV Tostedt                 | 16          | 6     | 2             | 8           | 65:72  | −7  | 14:18  |
| 6    | TTSV Saarlouis-Fraulautern  | 16          | 5     | 2             | 9           | 71:70  | +1  | 12:20  |
| 7    | TSV Schwabhausen (N)        | 16          | 2     | 5             | 9           | 50:85  | −35 | 9:23   |
| 8    | DJK TuS Essen-Holsterhausen | 16          | 2     | 3             | 11          | 48:84  | −36 | 7:25   |
| 9    | TTK Anröchte (N)            | 16          | 0     | 4             | 12          | 32:92  | −60 | 4:28   |

Legende
- Grün: Meister
- Rot: Abstieg
- (M): Meister der Vorsaison
- (N): Aufsteiger aus der Vorsaison